# Skeleton op de Olympische Winterspelen 2022 - Mannen
De skeletonwedstrijd voor mannen tijdens de Olympische Winterspelen 2022 vond plaats op 10 en 11 februari op de bobslee-, rodel- en skeletonbaan Yanqing Sliding Centre nabij Peking, China. Regerend olympisch kampioen was de Zuid-Koreaan Yun Sung-bin.

## Wedstrijdschema
| Datum                 | Lokale tijd | MET   | Afdaling     |
| --------------------- | ----------- | ----- | ------------ |
| donderdag 10 februari | 09:30       | 02:30 | 1e en 2e run |
| vrijdag 11 februari   | 20:20       | 13:20 | 3e en 4e run |

## Uitslag
| #      | Olympiër               | Land             | Run 1   | Run 2   | Run 3   | Run 4    | Totaal   |
| ------ | ---------------------- | ---------------- | ------- | ------- | ------- | -------- | -------- |
| Goud   | Christopher Grotheer   | Duitsland        | 1:00,00 | 1:00,33 | 1:00,16 | 1:00,52  | 4:01,01  |
| Zilver | Axel Jungk             | Duitsland        | 1:00,50 | 1:00,53 | 1:00,31 | 1:00,33  | 4:01,67  |
| Brons  | Yan Wengang            | China            | 1:00,43 | 1:00,65 | 1:00,54 | 1:00,15  | 4:01,77  |
| 4      | Aleksandr Tretjakov    | Russische ploeg  | 1:00,36 | 1:00,84 | 1:00,37 | 1:00,42  | 4:01,99  |
| 5      | Yin Zheng              | China            | 1:00,74 | 1:00,71 | 1:00,40 | 1:00,28  | 4:02,13  |
| 6      | Jevgeni Roekosoejev    | Russische ploeg  | 1:00,48 | 1:00,72 | 1:00,56 | 1:00,64  | 4:02,40  |
| 7      | Martins Dukurs         | Letland          | 1:00,62 | 1:00,62 | 1:00,40 | 1:01,12  | 4:02,76  |
| 8      | Alexander Gassner      | Duitsland        | 1:00,87 | 1:00,86 | 1:00,62 | 1:00,48  | 4:02,83  |
| 9      | Tomass Dukurs          | Letland          | 1:00,76 | 1:00,79 | 1:00,74 | 1:00,92  | 4:03,21  |
| 10     | Jung Seung-gi          | Zuid-Korea       | 1:01,18 | 1:01,04 | 1:00,69 | 1:00,83  | 4:03,74  |
| 11     | Amedeo Bagnis          | Italië           | 1:01,05 | 1:01,19 | 1:00,83 | 1:01,01  | 4:04,08  |
| 12     | Yun Sung-bin           | Zuid-Korea       | 1:01,26 | 1:01,17 | 1:01,03 | 1:00,63  | 4:04,09  |
| 13     | Samuel Maier           | Oostenrijk       | 1:01,36 | 1:01,13 | 1:01,05 | 1:00,95  | 4:04,49  |
| 14     | Mattia Gaspari         | Italië           | 1:01,20 | 1:01,31 | 1:01,16 | 1:01,36  | 4:05,03  |
| 15     | Matt Weston            | Groot-Brittannië | 1:01,34 | 1:01,15 | 1:01,12 | 1:01,63  | 4:05,24  |
| 16     | Marcus Wyatt           | Groot-Brittannië | 1:01,56 | 1:01,72 | 1:01,28 | 1:01,35  | 4:05,91  |
| 17     | Alexander Schlintner   | Oostenrijk       | 1:01,56 | 1:01,73 | 1:01,66 | 1:01,24  | 4:06,19  |
| 18     | Vladyslav Heraskevytsj | Oekraïne         | 1:01,63 | 1:01,58 | 1:01,62 | 1:01,45  | 4:06,28  |
| 19     | Nathan Crumpton        | Amerikaans-Samoa | 1:02,06 | 1:01,65 | 1:01,60 | 1:01,49  | 4:06,80  |
| 20     | Blake Enzie            | Canada           | 1:01,65 | 1:01,76 | 1:01,93 | 1:01,54  | 4:06,88  |
| 21     | Andrew Blaser          | Verenigde Staten | 1:01,80 | 1:02,08 | 1:02,10 | 10:10,00 | 10:10,00 |
| 22     | Basil Sieber           | Zwitserland      | 1:01,95 | 1:02,16 | 1:02,72 | 10:10,00 | 10:10,00 |
| 23     | Daniil Romanov         | Russische ploeg  | 1:02,47 | 1:02,60 | 1:02,20 | 10:10,00 | 10:10,00 |
| 24     | Ander Mirambell        | Spanje           | 1:02,45 | 1:03,36 | 1:02,34 | 10:10,00 | 10:10,00 |
| 25     | Nicholas Timmings      | Australië        | 1:03,76 | 1:02,83 | 1:01,78 | 10:10,00 | 10:10,00 |